# 페스코산니타
페스코산니타(이탈리아어: Pesco Sannita)는 이탈리아 캄파니아주 베네벤토도의 코무네다. 나폴리로부터 북동쪽 70km 베네벤토 북쪽 11km 거리에 있다.